# کوسه‌جلی (بسنی)
کوسه‌جلی {{ترکی|Köseceli) (به ارمنی: Քյոսաջալի) یک منطقهٔ مسکونی در ترکیه است که در بسنی واقع شده‌است.